# Stefan Heym

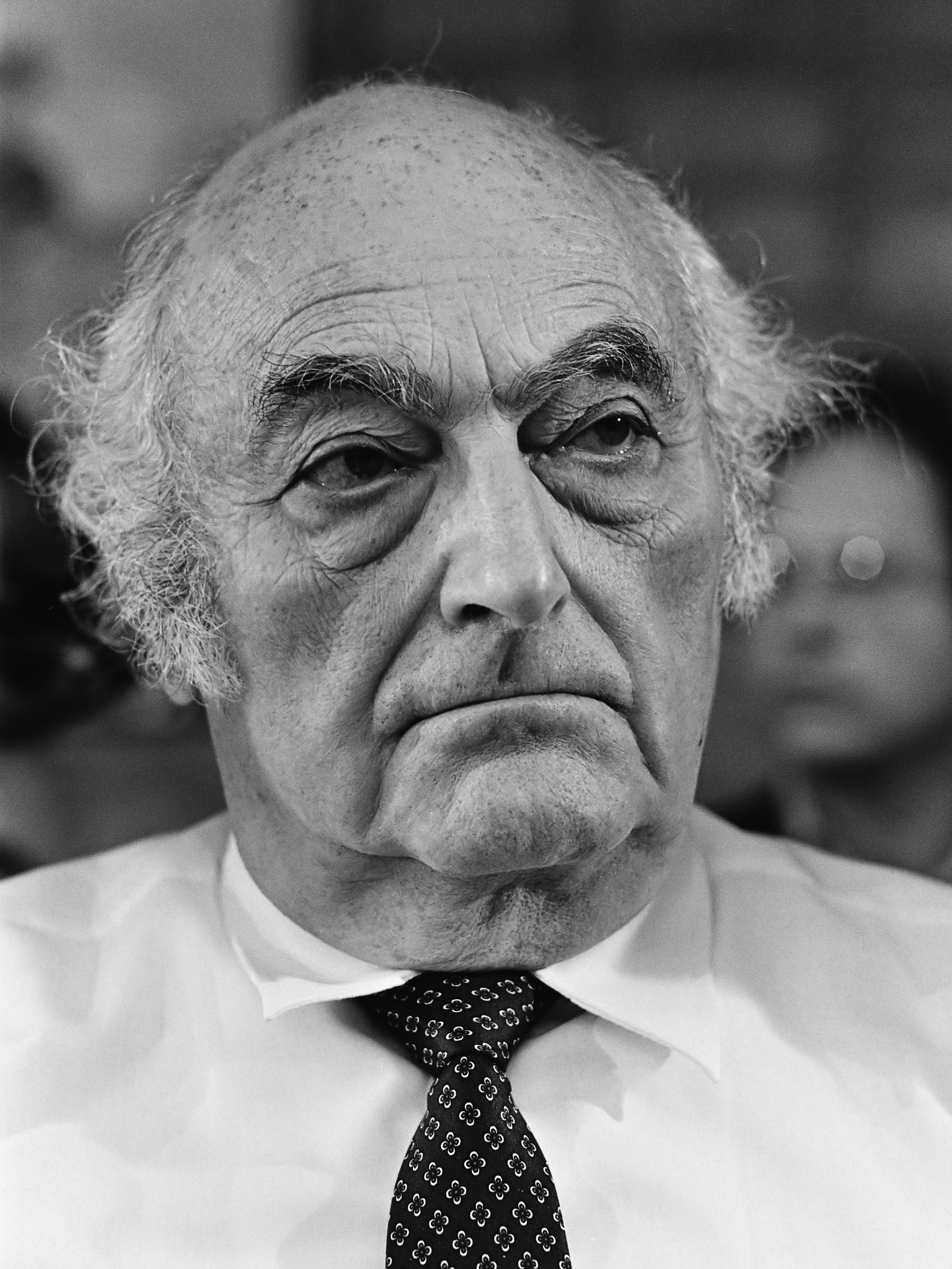
Stefan Heym, 1982

Stefan Heym (* 10. April 1913 in Chemnitz als Helmut Flieg; † 16. Dezember 2001 in En Bokek, Israel) war ein deutscher Schriftsteller und einer der bedeutendsten Schriftsteller der DDR. Von 1994 bis 1995 war er Abgeordneter der PDS im 13. Deutschen Bundestag. Er besaß zeitweise auch die US-amerikanische Staatsbürgerschaft.

## Leben und Werk

### Jugend
Stefan Heym wurde mit dem Namen Helmut Flieg als Sohn einer jüdischen Chemnitzer Kaufmannsfamilie geboren. Sein Vater war der Kaufmann Daniel Flieg (1880–1935) und seine Mutter Elsa (geb. Primo; 1892–1968). Er engagierte sich früh als Antifaschist und wurde 1931 auf Druck der örtlichen Nationalsozialisten wegen seines antimilitaristischen Gedichts Exportgeschäft, das am 7. September 1931 in der sozialdemokratischen Tageszeitung Volksstimme erschienen war, vom Gymnasium seiner Heimatstadt verwiesen. Er legte seine Reifeprüfung am Heinrich-Schliemann-Gymnasium in Berlin unter dem damaligen Direktor Paul Hildebrandt ab und begann dort ein Studium der Journalistik. Nach dem Reichstagsbrand 1933 floh er in die Tschechoslowakei, wo er den Namen Stefan Heym annahm.
Im Jahr 1935 ging er mit dem Stipendium einer jüdischen Studentenverbindung in die USA, wo er sein Studium an der Universität von Chicago fortsetzte, das er 1936 mit einer Magisterarbeit über Heinrich Heines Atta Troll abschloss. Von 1937 bis 1939 war er in New York Chefredakteur der deutschsprachigen Wochenzeitung Deutsches Volksecho, die der Kommunistischen Partei der USA nahestand. Nachdem die Zeitung im November 1939 ihr Erscheinen eingestellt hatte, arbeitete Heym als freier Schriftsteller in englischer Sprache. Bereits sein erster Roman Hostages, der im Jahr 1942 veröffentlicht wurde, war ein großer Erfolg.

### US-amerikanischer Staatsbürger
Ab 1943 nahm Heym, nunmehr US-amerikanischer Staatsbürger, am Zweiten Weltkrieg teil. Als Mitglied der Ritchie Boys, einer Einheit für Psychologische Kriegführung unter dem Kommando des Emigranten Hans Habe, folgte er 1944 der alliierten Invasion in der Normandie. Seine Aufgabe bestand vorwiegend im Verfassen von Texten, die per Flugblatt, Heeresgruppenzeitung, durch Lautsprecherübertragungen und Rundfunksendungen die Soldaten der Wehrmacht beeinflussen sollten. Nach Kriegsende leitete Heym die Ruhr Zeitung in Essen und war anschließend in München Redakteur der Neuen Zeitung, einer der wichtigsten Zeitungen der US-amerikanischen Besatzungsmacht. Im Herbst 1945 war Heym Berichterstatter beim ersten Bergen-Belsen-Prozess. Wegen seiner prosowjetischen Einstellung wurde er Ende 1945 in die USA zurückversetzt. Heym verließ die US-Armee und arbeitete in den folgenden Jahren erneut als freier Schriftsteller. Ende 1948 veröffentlichte er in Boston seinen Roman The Crusaders (dt. Die Kreuzfahrer), den Heinrich Eduard Jacob am 24. Dezember 1948 wohlwollend für den New Yorker Aufbau rezensierte, sich allerdings darüber mokierte, dass Heym in seiner Beschreibung nicht weit genug gegangen sei, indem er „nur sein, von den Befreiern, ach, so ‚belästigtes‘ Paris und ‚seinen‘ Ausschnitt von der Riesenfront“ sah. Jacob sah darin die Möglichkeit eines „Missverständnisses“, indem er bemerkte, dass Heym dies im Sinne einer „Nutzanwendung, die heute [1948] schon von seinem glänzend geschriebenen, vielgelesenen und vielgefeierten Buch im nicht-neutralen Ausland gemacht wird, […] stutzig machen und ihm zeigen [sollte], wie schnell man missverstanden werden kann.“ Das wollte Heym nicht akzeptieren und beschwerte sich als Emigrant über einen Emigranten (Jacob) bei einem weiteren Emigranten, dem Chefredakteur des Aufbau, Manfred George.
Heym verließ zeitgleich mit Charlie Chaplin, Bertolt Brecht und Thomas Mann, die als linke Intellektuelle und Künstler in der McCarthy-Ära zum Auswandern veranlasst wurden, 1952 die USA. Er zog zunächst nach Prag, von wo er 1953 in die DDR übersiedelte.

### In der DDR
In der DDR wurde Heym anfangs als heimgekehrter antifaschistischer Emigrant privilegiert behandelt. Er arbeitete als freier Schriftsteller und daneben publizistisch für Zeitungen und Zeitschriften. Seinen Protest gegen die US-amerikanische Kriegführung im Koreakrieg verdeutlichte Heym 1953 durch ein öffentliches Schreiben an US-Präsident Dwight D. Eisenhower, verbunden mit dem Verzicht auf sein Offizierspatent und die Rückgabe der ihm 1945 verliehenen Militärauszeichnung Bronze Star. Von 1953 bis 1956 schrieb er, gemeinsam mit dem Pfarrer Karl Kleinschmidt, die Kolumne Offen gesagt für die Berliner Zeitung. In den ersten Jahren seines DDR-Aufenthalts war der überzeugte Sozialist Heym durchaus bereit, das DDR-Regime mit seinen dezidiert sozialistischen Romanen und Erzählungen zu unterstützen. Heyms Werke, die er nach wie vor in englischer Sprache verfasste, erschienen im List-Verlag. Seven Seas Publishers war eine Reihe im Verlag Volk und Welt, in der englische Literatur von englischen und US-amerikanischen Schriftstellern, aber nicht von Stefan Heym erschien. Die Reihe wurde herausgegeben von Gertrude Heym, Stefan Heyms Ehefrau, und erreichte in deutscher Übersetzung hohe Auflagen. Stefan Heym wurde 1959 mit dem Nationalpreis der DDR für Kunst und Literatur ausgezeichnet.

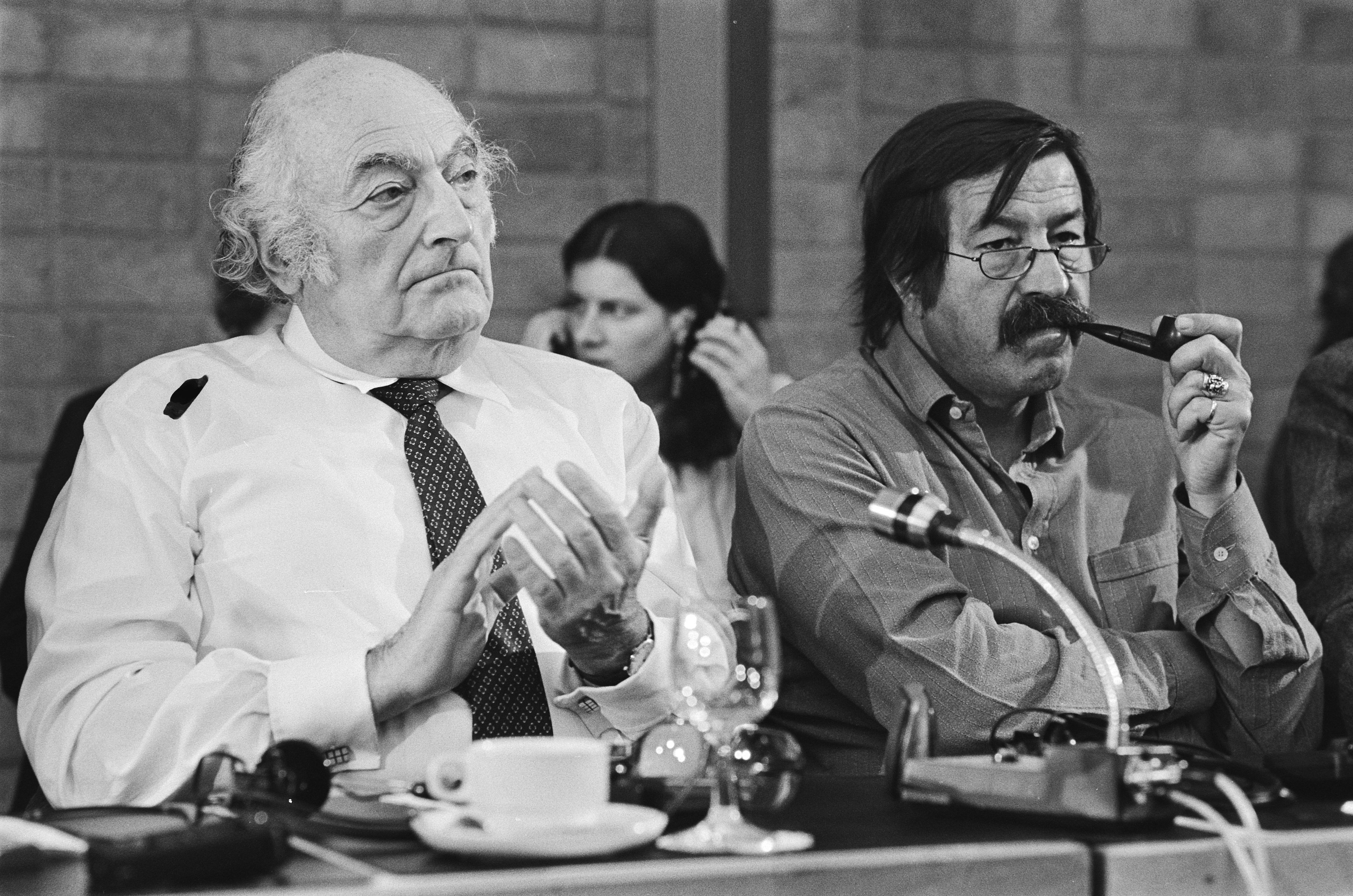
Europäische Schriftstellerkonferenz „Haagse Treffen“ in Scheveningen, Niederlande 1982; Stefan Heym zusammen mit Günter Grass

Zu Konflikten mit der Staatsführung der DDR kam es bereits ab 1956, als diese trotz Entstalinisierung die Veröffentlichung von Der Tag X (späterer Titel Fünf Tage im Juni), Heyms Buch über den Aufstand vom 17. Juni 1953, ablehnte. Die Spannungen verschärften sich ab 1965, als Erich Honecker Heym während des 11. Plenums der SED heftig angriff. Im gleichen Jahr wurde Heym ein Veröffentlichungsverbot auferlegt. 1969 wurde Heym wegen der unerlaubt in der Bundesrepublik Deutschland erfolgten Veröffentlichung von Lassalle zu einer Geldstrafe verurteilt. Ab Anfang der 1970er Jahre erschienen Heyms Bücher, wenn auch in kleineren Auflagen, wieder in der DDR. Seine Werke verfasste er nun nur noch in deutscher Sprache. Im Jahr 1971 heiratete Stefan Heym die Szenaristin und Drehbuchautorin Inge Wüste (geborene Holm), die für ihn zu einer wichtigen literarischen Wegbegleiterin als Lektorin und später Herausgeberin einiger Werke wurde.
Hintergrund der kulturpolitischen Entspannung, die Heym ab 1971 wieder mit landeseigenen Verlagen zusammenarbeiten ließ, war offensichtlich eine Rede von Erich Honecker. Gut ein halbes Jahr, nachdem er im Mai 1971 an die Regierung gekommen war, kündigte Honecker in einer Rede indirekt Lockerungen des starren dogmatischen Literaturkonzepts des sozialistischen Realismus an. Die Ansprache vor hohen SED-Funktionären des Zentralkomitees wurde unter dem Schlagwort „Keine Tabus“ bekannt. Jedoch erschienen Erstveröffentlichungen Heyms von 1974 bis in die Endphase der DDR nur noch in westlichen Verlagen. Im Jahr 1978 reiste Heym für einige Vorträge in die USA.

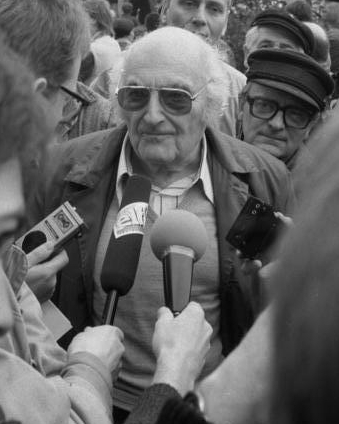
Stefan Heym am 4. November 1989 nach der Alexanderplatz-Demonstration auf dem Alexanderplatz

1976 gehörte Heym zu den Unterzeichnern der Petition, mit der DDR-Autoren gegen die Ausbürgerung Wolf Biermanns protestierten. 1979 wurde er ein zweites Mal wegen unerlaubter Veröffentlichung in der Bundesrepublik Deutschland verurteilt – diesmal wegen Collin – und im Juni aus dem Schriftstellerverband der DDR ausgeschlossen.
Stefan Heym unterstützte in den Achtzigerjahren die Bürgerrechtsbewegung in der DDR. Bereits 1982 sprach er sich für eine deutsche Wiedervereinigung unter sozialistischem Vorzeichen aus.
1987 wurde ein Interview von Heym mit dem Biologen Jakob Segal in der taz veröffentlicht, der die Verschwörungstheorie vertrat, HIV stamme aus einem US-amerikanischen Labor.
Heym hielt während der friedlichen Revolution im Herbst 1989 mehrere Reden während der Ost-Berliner Montagsdemonstrationen, auch bei der Alexanderplatz-Demonstration am 4. November 1989:

„Es ist, als habe einer die Fenster aufgestoßen! Nach all’ den Jahren der Stagnation – der geistigen, wirtschaftlichen, politischen; – den Jahren von Dumpfheit und Mief, von Phrasengewäsch und bürokratischer Willkür, von amtlicher Blindheit und Taubheit. […] Einer schrieb mir – und der Mann hat recht: Wir haben in diesen letzten Wochen unsere Sprachlosigkeit überwunden und sind jetzt dabei, den aufrechten Gang zu erlernen!“

Ende November 1989 war er Mitinitiator und Unterzeichner des Aufrufes Für unser Land, in dem sich die Initiatoren gegen eine Wiedervereinigung bzw. eine Konföderation mit der Bundesrepublik Deutschland und für den Erhalt einer eigenständigen DDR mit demokratischem Sozialismus aussprachen. Heym stellte den Aufruf am 28. November 1989 auf einer Pressekonferenz vor 75 Journalisten vor.
Nach der Friedlichen Revolution wurde Heym im November 1989 wieder in den Schriftstellerverband der DDR aufgenommen und 1990 juristisch rehabilitiert.

### Nach der Wiedervereinigung
In den Jahren nach der Wiedervereinigung äußerte sich Heym sehr kritisch über die seiner Meinung nach bestehende Benachteiligung der Ostdeutschen im Verlauf ihrer Integration in die Bundesrepublik und bestand auf einer gerechten sozialistischen Alternative zum nunmehr gesamtdeutschen Kapitalismus. 1992 gehörte er in Berlin zu den Mitbegründern des Komitees für Gerechtigkeit. Er hoffte, dass sich daraus eine neue Partei gründen würde, denn „wenn alle anderen Parteien politisch bankrott seien, dann müsse eben eine neue geschaffen werden.“
Bei der Bundestagswahl 1994 kandidierte Heym als Parteiloser auf der offenen Liste der PDS und gewann ein Direktmandat im Wahlkreis Berlin-Mitte – Prenzlauer Berg. Als Alterspräsident hielt er am 10. November 1994 die Eröffnungsrede zum 13. Deutschen Bundestag, bei der in einem viel diskutierten Traditionsbruch die Abgeordneten der CDU/CSU-Bundestagsfraktion – mit Ausnahme der anschließend zur Bundestagspräsidentin wiedergewählten Rita Süssmuth – wegen kurz zuvor aufgekommener Vorwürfe der Zusammenarbeit mit der Stasi (die sich später als unbegründet erwiesen) den Schlussapplaus verweigerten. Die Bundesregierung dokumentierte die Rede Heyms entgegen langjährigen Gepflogenheiten erst nachträglich auf Drängen insbesondere von Abgeordneten der Fraktionen von Bündnis 90/Die Grünen, der SPD und einigen Abgeordneten der FDP am 27. März 1995 im Bulletin der Bundesregierung.
Im Oktober 1995 legte Heym sein Mandat aus Protest gegen eine geplante Verfassungsänderung im Zusammenhang mit der Erhöhung der Diäten für Bundestagsabgeordnete nieder. Er ist der drittälteste Abgeordnete, der jemals in einem deutschen Bundestag ein Mandat hatte. Im Jahre 1997 gehörte Heym zu den Unterzeichnern der Erfurter Erklärung, in der ein rot-grünes Bündnis unter Tolerierung durch die PDS nach der Bundestagswahl 1998 gefordert wurde.

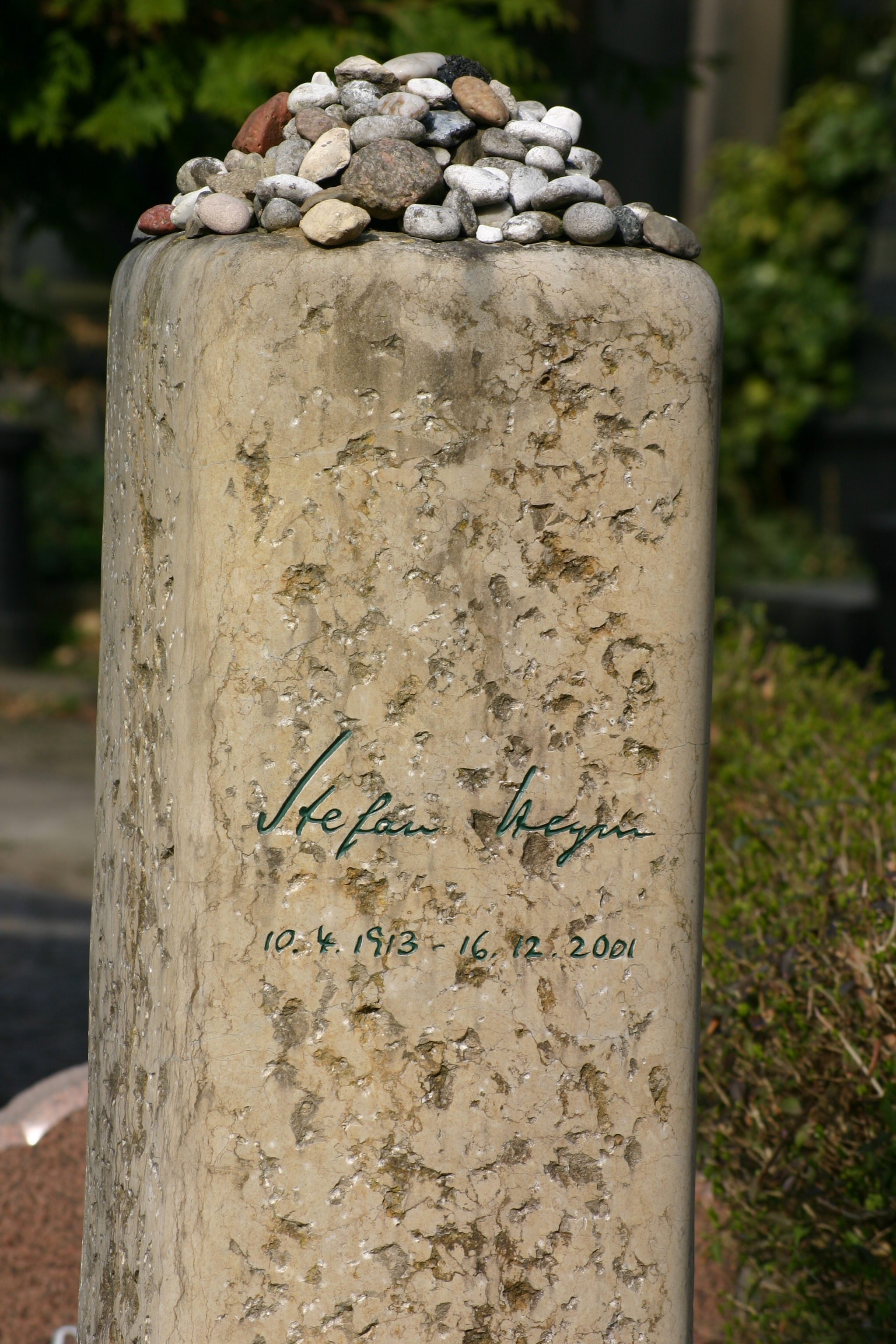
Grab auf dem Jüdischen Friedhof in Berlin-Weißensee

Heym starb am 16. Dezember 2001 am Toten Meer in Israel nach der Teilnahme an einem Heinrich-Heine-Symposium in Jerusalem. Zunächst hieß es, er sei an den Folgen eines Sturzes verstorben. Später wurde als Todesursache Herzversagen genannt.
An der TU Chemnitz werden seit 2020 Teile seines Nachlasses digitalisiert.

## Ehrungen
Stefan Heym war Ehrendoktor der Universitäten Bern (seit 1990) und Cambridge (seit 1991) sowie Ehrenbürger der Stadt Chemnitz (seit 2001). Er erhielt unter anderem 1953 den Heinrich-Mann-Preis, 1959 einen Nationalpreis 2. Klasse der DDR, 1975, 1982 und 1990 einen Bambi, 1993 den Jerusalem-Preis und 2000 die Friedensmedaille der Internationalen Ärzte für die Verhütung des Atomkrieges.
Im Jahre 2004 erfolgte die Umbenennung der Adlershofer Stadtteil-Bibliothek im Berliner Bezirk Treptow-Köpenick in Stefan-Heym-Bibliothek.
Seit 2008 verleiht die Stadt Chemnitz alle drei Jahre den Internationalen Stefan-Heym-Preis der Stadt Chemnitz an herausragende Autoren und Publizisten, „die sich in gesellschaftliche wie politische Debatten einmischen, um für moralische Werte zu streiten.“
2009 wurde in Berlin-Grünau an der Regattastraße eine Stele zum Gedenken an Stefan Heym aufgestellt: Eine stilisierte Schreibmaschine hält ein ebenfalls stilisiertes Blatt, auf dem der Text „Ich habe mich immer eingemischt S.H.“ eingraviert ist.
Am 24. Juni 2010 wurde im Park vor dem Rathaus von Schwarzenberg ein von Hartmut Rademann geschaffenes Denkmal in Form eines geöffneten Buchs mit einem Zitat „über die Freiheit als Wagnis“ aus Stefan Heyms Roman Schwarzenberg eingeweiht.
2013 fanden zahlreiche Veranstaltungen zu Ehren des 100. Geburtstages von Stefan Heym statt. Die Rosa-Luxemburg-Stiftung erklärte das Jahr 2013 zum Stefan-Heym-Jahr und begleitete viele Veranstaltungen zu Ehren Heyms.
Im April 2013 wurde in Chemnitz, durch seine Witwe Inge Heym, der Stefan-Heym-Platz eingeweiht. Das Staatliche Museum für Archäologie im ehemaligen Kaufhaus Schocken trägt damit diese neue Adresse.
Am 4. November 2014, zum 25. Jahrestag seiner Rede auf der Alexanderplatz-Demonstration, wurde nach ihm ein Platz in Berlin benannt. Die Benennung des Stefan-Heym-Platzes an der Frankfurter Allee, Ecke Möllendorfstraße in Berlin-Lichtenberg fand im Beisein des Bezirksbürgermeisters, vieler Ehrengäste und seiner Witwe Inge Heym statt.
Die gemeinsame Arbeitsbibliothek von Stefan und Inge Heym mit rund 1400 Bänden und zahlreichen Dokumenten befindet sich im neu eröffneten Stefan-Heym-Forum im Kulturzentrum DasTietz in Chemnitz. In einem gläsernen Raum wurde das Arbeitszimmer von Stefan Heym nachgebildet. Die Chemnitzer Filmemacherin Beate Kunath begleitete im Jahr 2020 den Umzug der Bibliothek aus dem gemeinsamen Wohnhaus mit der Kamera. Der 2021 veröffentlichte Film Abschied und Ankunft. Die Arbeitsbibliothek von Stefan und Inge Heym nähert sich über die Arbeitsbibliothek, Archivaufnahmen und Gespräche mit Inge Heym dem Werk und der Biografie Stefan Heyms.

## Werke
Stefan Heym setzte sich in seinen Werken – gerade wenn sie historische Themen behandelten – mit dem aktuellen Zeitgeschehen kritisch auseinander. Durch die Verbindung mit einer spannenden Handlung wurden viele seiner Werke zu Bestsellern. Viele von Heyms Werken wurden – auch Jahrzehnte nach seinem Exil – zuerst in englischer Sprache geschrieben und anschließend, meist vom Autor selbst, ins Deutsche übertragen.

### Buchveröffentlichungen
- Nazis in U.S.A. An Expose of Hitler’s Aims and Agents in the USA. American Committee for Anti-Nazi Literature, New York 1938, DNB 99319463X.
- Hostages. G. P. Putnam’s Sons, New York 1942, DNB 992457238.

(Rezension – mit Abb. Stefan Heyms – von Robert Pick: Hostages to the Dark Ages. In: The Saturday Review. vom 24. Oktober 1942, S. 20.)
Dt. Titel: Der Fall Glasenapp. Roman. Vom Autor besorgte Übersetzung aus dem Amerikanischen. Paul List Verlag, Leipzig 1958, DNB 452006260.
Im Englischen auch unter dem Titel: The Glasenapp Case. Seven Seas Publishers, Berlin 1962.
- Of Smiling Peace. Little, Brown and Company, Boston 1944, DNB 992457335. (auch: Skeffington & Son, London 1945)

Flammender Frieden, übersetzt von Bernhard Robben, deutsche Erstausgabe, C. Bertelsmann, München, 2021, ISBN 978-3-570-10446-0.
- The Crusaders. A Novel of Only Yesterday. Little, Brown and Company, Boston 1948, OCLC 795356350, Textarchiv – Internet Archive.

Dt. Titel: Der bittere Lorbeer. Roman unserer Zeit. Aus dem Amerikanischen unter Mitarbeit des Autors von Werner von Grünau. List, München/ Freiburg i. Br. 1950, DNB 452006112.
Zugleich für die DDR unter dem Titel: Kreuzfahrer von heute. Paul List, Leipzig 1950, DNB 452006120.
- The Eyes of Reason. A Novel. Little, Brown and Co., Boston 1951.

Dt. Titel: Die Augen der Vernunft. Roman. Vom Autor revidierte Übersetzung von Ellen Zunk. Paul List, Leipzig 1955.
- Goldsborough. A Novel. Blue Heron Press, New York 1953.

Dt. Titel: Goldsborough. Roman. Werkausgabe von Goldmann. 1. Auflage 1953, ISBN 3-442-07102-X
Dt. Titel: Goldsborough. Roman. Vom Autor besorgte Übersetzung aus dem Amerikanischen. Paul List, Leipzig 1953. Auch unter dem Titel: Goldsborough oder Die Liebe der Miss Kennedy. Roman. Paul List, Leipzig 1954.
- Die Kannibalen und andere Erzählungen. Übersetzung aus dem Amerikanischen vom Autor und Ellen Zunk. Paul List, Leipzig 1953.

Im amerikanischen Original: The Cannibals and other Stories. Paul List, Leipzig 1957; auch: Seven Seas Publishers, Berlin 1958. (Das Buch konnte aus politischen Gründen in den USA nicht mehr veröffentlicht werden.)
- Forschungsreise ins Herz der deutschen Arbeiterklasse. Nach Berichten 47 sowjetischer Arbeiter. Tribüne Verlag und Druckereien des FDGB. Berlin 1953.
- Reise ins Land der unbegrenzten Möglichkeiten. Ein Bericht. Hrsg. vom Bundesvorstand des FDGB und dem Zentralvorstand der Gesellschaft für Deutsch-Sowjetische Freundschaft. Tribüne-Verlag, Berlin 1954.
- Im Kopf – sauber. Schriften zum Tage. Paul List Verlag, Leipzig 1954.
- Tom Sawyers großes Abenteuer. Von Hanus Burger und Stefan Heym. Spielzeit 1956/57, Heft 1 [Theater-Programm], Dramaturgie des Theaters der jungen Garde Halle. Halle/Saale 1956.
- Offen gesagt. Neue Schriften zum Tage. Verlag Volk und Welt, Berlin 1957.
- Fünf Kandidaten. Hrsg. vom Agitationsausschuß der Nationalen Front des demokratischen Deutschland. Berlin 1957.
- Das kosmische Zeitalter. Ein Bericht. Verlag Tribüne, Berlin 1959.
- Schatten und Licht. Geschichten aus einem geteilten Lande. Aus dem amerikanischen Manuskript übersetzt von Helga Zimnik und vom Autor. Illustriert von Hanns Georgi. Paul List, Leipzig 1960.

Im amerikanischen Original: Shadows and Lights. Eight short stories. Cassell, London 1963.
- Die Papiere des Andreas Lenz (2 Bände). Vom Autor durchgesehene Übersetzung von Helga Zimnik. Paul List Verlag, Leipzig 1963. Ausgabe 1987, ISBN 3-371-00075-3

Im amerikanischen Original erschienen unter: The Lenz Papers. Cassell, London 1964.
Als gekürzte dt. Fassung auch erschienen unter: Lenz oder die Freiheit. Ein Roman um Deutschland. List, München 1965.
- Casimir und Cymbelinchen. Zwei Märchen. Kinderbuchverlag Berlin, Berlin 1966.
- Uncertain Friends. A Biographical Novel. Cassell, London 1969.

Dt. Titel: Lassalle. Ein biographischer Roman. Vom Autor besorgte Übersetzung aus dem Amerikanischen. Bechtle Verlag, München u. Esslingen 1969. Erstveröffentlichung in der DDR: Neues Leben, Berlin 1974.
- 5 Tage im Juni. C. Bertelsmann, München, Gütersloh u. Wien 1974. Erstveröffentlichung in der DDR: Buchverlag Der Morgen, Berlin 1989, ISBN 3-371-00244-6.
- Die Schmähschrift oder Königin gegen Defoe. Erzählt nach den Aufzeichnungen eines gewissen Josiah Creech. Vom Autor übersetzt aus dem Englischen. Mit acht Collagen v. Horst Hussel. Diogenes, Zürich 1970. Erstveröffentlichung in der DDR: Reclam, Leipzig 1974.

Im amerikanischen Original unter: The Queen against Defoe and other stories. Lawrence Hill, New York u. Chicago 1974.
- Der König David Bericht. Roman. Vom Autor aus dem Amerikanischen übersetzt. Kindler, München 1972. Erstveröffentlichung in der DDR: Buchverlag Der Morgen, Berlin 1973.

Im amerikanischen Original unter: The King-David-Report. G. P. Putnam’s Sons, New York 1973.
- Lassalle. Roman Buchverlag Berlin: Berlin Verlag Neues Leben. Erschienen 1974. ISBN 3-472-61141-3
- Cymbelinchen oder der Ernst des Lebens. Vier Märchen für kluge Kinder. C. Bertelsmann, München, Gütersloh u. Wien 1975, ISBN 3-570-07669-5.
- Das Wachsmuth-Syndrom. Short Story. Berliner Handpresse, Berlin (West) 1975. ISBN 978-3-546-44545-0
- Erzählungen. Buchverlag Der Morgen, Berlin (Ost) 1975, DNB 760202893.
- Die richtige Einstellung und andere Erzählungen. C. Bertelsmann, München 1976. ISBN 3-570-00177-6
- Erich Hückniesel und das fortgesetzte Rotkäppchen. Märchen für kluge Kinder. Berliner Handpresse, Berlin (West) 1977.
- Collin. C. Bertelsmann, München, Gütersloh u. Wien 1979, ISBN 3-570-00050-8. Erstveröffentlichung in der DDR: Buchverlag Der Morgen, Berlin 1990, ISBN 3-371-00304-3.
- Der kleine König, der ein Kind kriegen mußte und andere neue Märchen für kluge Kinder. Goldmann, München 1979. Erstveröffentlichung in der DDR u. d. T. Der kleine König, der ein Kind kriegen mußte und andere neue Märchen. Buchverlag Der Morgen, Berlin 1981. ISBN 3-371-00367-1
- Wege und Umwege. Streitbare Schriften aus fünf Jahrzehnten. Hrsg. von Peter Mallwitz. C. Bertelsmann, München 1980, ISBN 3-442-07112-7.
- Ahasver. Roman. C. Bertelsmann, München 1981. Erstveröffentlichung in der DDR: Buchverlag Der Morgen, Berlin 1988. ISBN 3-570-00416-3
- Atta Troll. Versuch einer Analyse. Stefan Heym zum 70. Geburtstag am 10. April 1983. C. Bertelsmann Verlag, München 1983. ISBN 3-570-00038-9.
- Nachdenken über Deutschland. Stefan Heym und Günter Grass diskutieren am 21. November 1984 in Brüssel. Hrsg. vom Goethe-Institut. Brüssel 1984.
- Schwarzenberg. Roman. C. Bertelsmann, München, Gütersloh u. Wien 1984. Erstveröffentlichung in der DDR: Buchverlag Der Morgen, Berlin 1990. ISBN 3-570-00140-7
- Gesammelte Erzählungen. Werkausgabe. Goldmann, München 1984. ISBN 3-442-07111-9
- Reden an den Feind. C. Bertelsmann, München 1986. Erstveröffentlichung in der DDR: Neues Leben, Berlin 1986. ISBN 3-570-01020-1
- Nachruf. C. Bertelsmann, München 1988 (Autobiographie). Erstveröffentlichung in der DDR: Der Morgen, Berlin 1990. ISBN 3-596-29549-1

(Rezension Memoiren eines furchtsamen Störenfrieds. Autor: N.N., in: Der Spiegel 33/1988 vom 15. August 1988, S. 94–98;als PDF online.)
- Meine Cousine, die Hexe und weitere Märchen für kluge Kinder. C. Bertelsmann, München 1989. ISBN 3-570-01058-9
- Auf Sand gebaut. Sieben Geschichten aus der unmittelbaren Vergangenheit. C. Bertelsmann, München 1990. ISBN 3-570-01458-4
- Stalin verläßt den Raum. Politische Publizistik. Hrsg. und mit einem Nachwort von Heiner Henniger. (Reclam-Bibliothek Band 1371). Reclam-Verlag, Leipzig 1990, ISBN 3-379-00633-5.
- Einmischung. Gespräche, Reden, Essays. Ausgewählt und hrsg. von Inge Heym und Heinfried Henniger. Mit einem Nachwort von Egon Bahr. C. Bertelsmann Verlag, München 1990, ISBN 978-3-570-08217-1
- Filz. Gedanken über das neueste Deutschland. C. Bertelsmann, München 1992. Darin u. a.: Eine ganz besondere Wissenschaft, ISBN 3-570-01624-2
- Radek. Roman. C. Bertelsmann, München 1995. ISBN 3-570-00315-9
  - englischsprachige Ausgabe: Radek: A Novel, Monthly Review 2022, ISBN 978-1-58367-955-5.
- Der Winter unsers Mißvergnügens. Aus den Aufzeichnungen des OV Diversant. Wilhelm Goldmann Verlag, München 1996. (Autobiographisches) ISBN 978-3-442-72366-9
- Immer sind die Weiber weg und andere Weisheiten. Marion von Schröder Verlag, Düsseldorf 1997. ISBN 3-547-74546-2
- Pargfrider. Roman. C. Bertelsmann Verlag, München 1998. ISBN 3-570-00182-2
- Stefan Heym. Im Gespräch mit Dirk Sager. Ullstein Tb, Berlin 1999 (Erweiterte Fassung aus der ZDF-Fernsehreihe Zeugen des Jahrhunderts. Erstausstrahlung am 8. März 1987.)
- The architects. Northwestern University Press, Evanston (Illinois) 2005. ISBN 978-1-907970-13-9 (Entstanden ca. 1963–1966, bis 2005 als englischer Originaltext unveröffentlicht.)

Dt. Titel: Die Architekten. Roman. C. Bertelsmann, München 2000, ISBN 3-570-00441-4
- Michael Martens: Es gibt Ideen, die Jahrtausende überstehen. Ein Gespräch zur Person und über die Zeit mit Stefan Heym. Boldt, Winsen an der Luhe, Weimar 2001.
- Immer sind die Männer schuld. Erzählungen. C. Bertelsmann, München 2002. ISBN 3-570-00651-4
- Offene Worte in eigener Sache. Gespräche, Reden, Essays 1989–2001. Ausgewählt und hrsg. von Inge Heym. btb Verlag bei Wilhelm Goldmann Verlag, München 2003. ISBN 978-3-442-73080-3
- Stefan Heym. Ich aber ging über die Grenze: Frühe Gedichte. Ausgewählt und hrsg. von Inge Heym. C. Bertelsmann Verlag, München 2013, ISBN 978-3-570-10160-5.

### Herausgeberschaft
- Auskunft 1. Neue Prosa aus der DDR. Bertelsmann, München u. a. 1974.
- Auskunft. Neue Prosa aus der DDR. Rowohlt, Hamburg 1977, ISBN 3-499-14046-2
- Auskunft 2. Neueste Prosa aus der DDR. Athenäum, Königstein 1978. ISBN 978-3-570-02978-7
- Die sanfte Revolution. Prosa, Lyrik, Protokolle, Erlebnisberichte, Reden . Hrsg. zus. mit Werner Heiduczek. Kiepenheuer, Leipzig 1990. ISBN 978-3-378-00421-4

### Übersetzungen
- Mark Twain: König Leopolds Selbstgespräch. Eine Verteidigung seiner Herrschaft im Kongo. Übers. und mit einem Vorwort versehen von Stefan Heym. Tribüne, Berlin 1961.

### Hörbücher
Hörspiele
- Tom Sawyers großes Abenteuer. Bearbeitung zus. mit Hanus Burger nach Mark Twain. Langspielplatte, 44 Min., Litera 8 60 054, VEB Deutsche Schallplatten, Berlin (Ost) 1962.
- Der König David Bericht. Audio-CD, 75 Minuten. Der Audio Verlag, März 2000, Sprecher: Christian Redl, Hilmar Thate, Rolf Hoppe u. a., Bearbeitung und Regie: Götz Fritsch, Produktion: Mitteldeutscher Rundfunk, ISBN 3-89813-065-7.
- Tom Sawyers großes Abenteuer. Bearbeitung zus. mit Hanus Burger nach Mark Twain. CD, 44 Min., Litera junior, BMG Wort, 2000, ISBN 3-89830-171-0.
- The Crusaders: Der bittere Lorbeer / Kreuzfahrer von heute. Regie: Walter Adler, Produktion: Mitteldeutscher Rundfunk, 4 CDs, 300 min. Random House Audio, März 2004, ISBN 3-89830-678-X.

Autorenlesungen
- Nachruf. Gekürzte Lesung. Audio-CD, 80 min. Random House Audio, Mai 2002, ISBN 3-89830-374-8.
- Die Architekten. Gekürzte öffentliche Lesung des Autors mit einer Einleitung von Peter Hutchinson. 2 Audio-CDs, 100 min. Random House Audio, Juli 2000, ISBN 3-89830-103-6.
- Ahasver. 10 Audio-CDs, 790 min. Random House Audio, März 2001, ISBN 3-89830-199-0.
- Rette sich wer kann und andere Geschichten aus der Wendezeit. Audio-CD. Eulenspiegel Verlag, März 2000, ISBN 3-359-01032-9.
- Wie es mit Rotkäppchen weiterging und andere Märchen für kluge Kinder. CD-Audio. Eulenspiegel Verlag, März 2000, ISBN 3-359-01027-2.
- Die Schmähschrift oder Königin gegen Defoe. 2 Audio-CDs. Eulenspiegel Verlag, Oktober 2000, ISBN 3-359-01034-5.
- Das Wachsmuth-Syndrom und Die heilige Katharina. Audio-CD. Eulenspiegel Verlag, 2001, ISBN 3-359-01045-0.
- Immer sind die Weiber weg und andere Weisheiten. 3 Audio-CDs. Marion von Schröder Verlag, Juli 2001, ISBN 3-548-60127-8.

Lesungen
- Immer sind die Männer schuld. Gekürzte Lesung, gesprochen von Gustl Weishappel. 2 Audio-CDs, 150 min. Random House Audio, März 2003, ISBN 3-89830-531-7

## Verfilmungen
- Hostages / Der Fall Glasenapp, USA 1943, Regie: Frank Tuttle, Drehbuch: Frank Butler, Lester Cole, mit Luise Rainer (Milada Pressinger), Arturo de Córdova (Paul Breda), Paul Lukas (Rheinhardt), Katina Paxinou (Maria) u. a.
- Collin, TV-Zweiteiler, ARD 1981, Regie: Peter Schulze-Rohr, Drehbuch: Klaus Poche, mit Curd Jürgens (Hans Collin), Hans Christian Blech (Wilhelm Urack), Margot Werner (Nina Collin), Armin Mueller-Stahl (Andreas Roth), Thekla Carola Wied (Christine Roth), Hannes Messemer (Havelka) u. a.
- Lenz oder die Freiheit, TV-Vierteiler, 4 × 90 Minuten, SWF Baden-Baden 1986, Regie: Dieter Berner, Drehbuch: Hilde Berger, Dieter Berner, mit Peter Simonischek (Lenz), Helmut Berger (Christoffel), Annette Uhlen (Josefa), Ulrich Tukur (Engels), Dominic Raacke u. a.
- Die Frau des Architekten, ARD 2003, Regie: Diethard Klante, Drehbuch: Diethard Klante, mit Jeanette Hain (Julia Sundstrom), Robert Atzorn (Arnold Sundstrom), Hans-Michael Rehberg (Daniel Tieck), Matthias Matschke (Hans Hiller) u. a.

## Filme
- 1993: Thomas Grimm, mit Uta Kolano: Ein Mann ist seine Legende. ORB, 30 min
- 2021: Beate Kunath: Abschied und Ankunft. Die Arbeitsbibliothek von Stefan und Inge Heym. 104 min.

## Ausstellung
- 2023: Ich habe mich immer eingemischt (Ausstellung zu Heyms 110. Geburtstag im Foyer der Rosa-Luxemburg-Stiftung in Berlin vom 30. März bis zum 15. August 2023)[33]